# Винеторі-Нямц (комуна)
Винеторі-Нямц (рум. Vânători-Neamț) — комуна у повіті Нямц в Румунії. До складу комуни входять такі села (дані про населення за 2002 рік):
- Винеторі-Нямц (5302 особи) — адміністративний центр комуни
- Лунка (1282 особи)
- Минестіря-Нямц (614 осіб)
- Немцишор (1627 осіб)

Комуна розташована на відстані 309 км на північ від Бухареста, 32 км на північ від П'ятра-Нямца, 97 км на захід від Ясс.

## Населення
За даними перепису населення 2002 року у комуні проживали 8825 осіб.
Національний склад населення комуни:
| Національність | Кількість осіб | Відсоток |
| -------------- | -------------- | -------- |
| румуни         | 8609           | 97,6%    |
| цигани         | 213            | 2,4%     |
| угорці         | 2              | < 0,1%   |
| українці       | 1              | < 0,1%   |

Рідною мовою назвали:
| Мова       | Кількість осіб | Відсоток |
| ---------- | -------------- | -------- |
| румунська  | 8610           | 97,6%    |
| циганська  | 213            | 2,4%     |
| угорська   | 1              | < 0,1%   |
| українська | 1              | < 0,1%   |

Склад населення комуни за віросповіданням:
| Релігія            | Кількість осіб | Відсоток |
| ------------------ | -------------- | -------- |
| православні        | 8524           | 96,6%    |
| старообрядці       | 60             | 0,7%     |
| п'ятдесятники      | 17             | 0,2%     |
| бретрени           | 14             | 0,2%     |
| римо-католики      | 6              | 0,1%     |
| адвентисти         | 4              | < 0,1%   |
| греко-католики     | 1              | < 0,1%   |
| не вказали релігію | 1              | < 0,1%   |